# Life Begins at 40
Life Begins at 40 è un brano scritto da John Lennon alla fine del 1979.

## Descrizione
Nell'anno successivo, sia lui che Ringo Starr avrebbero compiuto quarant'anni, essendo nati nel 1940; il primo li avrebbe compiuti ad ottobre ed il secondo a luglio. Lennon diede al batterista un demo della canzone il 5 novembre 1979; egli voleva infatti che Ringo la registrasse. Oltre un anno dopo, il 26 novembre 1980, il chitarrista decise di apparire sul futuro album di Ringo, allora intitolato Can't Fight Lighting, ed aveva fissato come data per le registrazioni il 14 gennaio dell'anno seguente.
Life Begins at 40 non era l'unico brano donato da Lennon a Starkey; si parla di altri brani, uno dei quali era Nobody Told Me, in seguito pubblicato su Milk and Honey del 1984. Dopo l'omicidio di Lennon per mano di Mark David Chapman, avvenuto a New York l'8 dicembre 1980, Starr preferì non registrare i brani di Lennon. Il demo dell'autore è stato incluso sull'album John Lennon Anthology del 1998; inizia con un'introduzione parlata. Il copyright al brano è stato dato nel 1985.

## Formazione
- John Lennon: voce, chitarra acustica, drum machine[2]